# 欣德本 (英國國會選區)
欣德本（英語：Hyndburn），英國國會一自治市選區，位於英格蘭西北部蘭開夏郡東部，包括欣德本以及羅森代爾西北部的兩個地方選區。
始於1983年。在2010年大選中自1992年任當區議員、工黨的格拉漢姆·瓊斯以41.1%選票成功連任。